# Organització per la Llibertat del Comtat de Lowndes
L'Organització per la Llibertat del Comtat de Lowndes (LCFO), també coneguda com a Partit per la Llibertat del Comtat de Lowndes (LCFP) o partit Black Panther, va ser un partit polític nord-americà fundat durant 1965 al comtat de Lowndes, Alabama. La tercera part independent estava formada per ciutadans afroamericans locals liderats per John Hulett, i per membres del personal del Comitè de Coordinació Noviolenta d'Estudiants (SNCC) sota el lideratge de Stokely Carmichael.

## Fundació i història
El 23 de març de 1965, quan es varen fer les Marxes de Selma a Montgomery, Carmichael i alguns de l'SNCC que eren participants es van negar a continuar marxant després d'arribar al comtat de Lowndes i van decidir aturar-se i parlar amb els residents locals. Després que es va escampar la veu que Carmichael va evitar l'arrest de dos agents que li van ordenar que abandonés una escola on registrava els votants després que els va desafiar a fer-ho. Carmichael i els altres activistes de l'SNCC que es van quedar amb ell al comtat es van inspirar a crear la LCFO amb Hulett (que, des de la prohibició de la NAACP a l'estat, havia estat actiu en el moviment cristià d'Alabama pels drets humans de Fred Shuttlesworth), i altres líders locals.
Com que la Llei de drets de vot de 1965 va permetre als afroamericans registrar-se per votar, l'objectiu del partit era registrar afroamericans en un comtat que era 80% negre. Hulett, que era el president de LCFO, va ser un dels dos primers votants afroamericans el registre dels quals es va processar amb èxit al comtat de Lowndes. Els residents locals i els membres del personal de l'SNCC van decidir evitar unir-se al partit demòcrata d'Alabama perquè el partit estatal estava dirigit pel governador segregacionista George Wallace i va utilitzar l'eslògan "Supremacia blanca" representat per una imatge d'un gall blanc. A causa de les altes taxes d'analfabetisme entre els residents negres, es va adoptar una imatge d'una pantera negra per identificar els membres del partit de LCFO en contrast amb els membres del partit demòcrata totalment blanc representat per un gall blanc. La idea del logotip va ser de la secretària de camp de l'SNCC, Ruth Howard.

## Llegat
El símbol d'una pantera negra de la LCFO va ser adoptat posteriorment pel Partit dels Panteres Negres fundat per Bobby Seale i Huey P. Newton i altres organitzacions dels Estats Units.
El 1970, la LCFO es va fusionar amb el Partit Demòcrata d'Alabama. Això va provocar que antics candidats de la LCFO guanyessin càrrecs públics. Entre ells hi havia Hulett, que va ser elegit xèrif del comtat de Lowndes. Hulett va ocupar aquest càrrec durant 22 anys abans de servir tres mandats com a jutge testamentari.
El treball de l'organització política es va examinar a la pel·lícula documental Eyes on the Prize dins de l'episodi "The Time Has Come (1964–66)".